# Горња Нормандија
Горња Нормандија (фр. Haute-Normandie) је бивши регион у Француској. Основан је 1956. године, а 2016. је уједињен са Доњом Нормандијом у нови регион Нормандија.

## Администрација
Седиште регионалне скупштине Горње Нормандије се налази у Руану. Састоји се од 55 посланичких места.
Од локалних избора 2004. године на власти је левичарска коалиција странака (Социјалистичке партије, Комунистичке партије, ПРГ-а и Зелених) са 36 мјеста у парламенту.
Десна коалиција има 13 места у парламенту, а радикално десни Национални фронт има 6 посланичких мандата.
Распоред по департманима је следећи:
- 38 посланика за департман Приморска Сена
- 17 посланика за депарман Ер

Тренутни председник парламента је Alain Le Vern из Социјалистичке партије (ПС).

## Политика
У региону је доста јак Нормандијски покрет ("Le mouvement normand") који се противи подели Нормандије на два административна региона.

## Географија
Регион се састоји од два департмана: Ер и Приморска Сена.
Кроз регион протиче река Сена.

## Економија
У региону настаје око:
- 60% укупне производње уља у Француској
- 50% укупне производње пластике и 30% укупне производње аутомобила

Ово је четврти регион Француске по спољнотрговинској размени.

## Становништво
У региону Горња Нормандија живи око 1.780.000 становника што чини око 3% укупног становништва Француске. Године 2001. индустријски сектор је запошљавао 142.099 људи.
Регион има велики број младог становништва, 36,5% становништва је млађе од 25 година. 

## Култура
Горња Нормандија је:
- први регион у Француској по броју музеја (по јединици површине)
- други регион у Француској по броју позоришта (по јединици површине)

У региону се налази преко 50 паркова и вртова